# Grip aviària

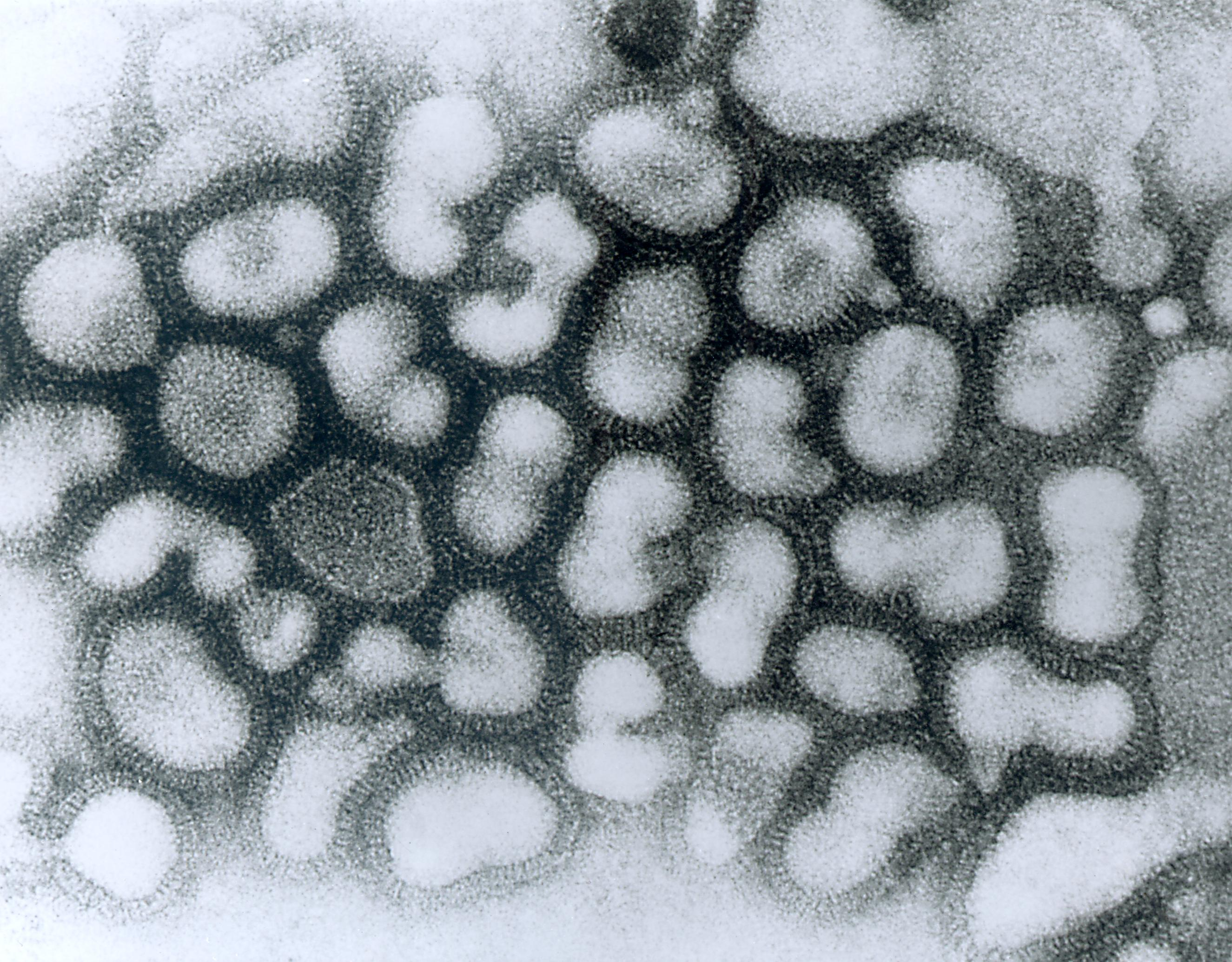
Virus A de la grip, el virus que causa la grip aviària. Micrografia electrònica de transmissió de virions en tinció negativa.

La grip aviària (també anomenada grip del pollastre i grip de les aus) és una malaltia viral (grip) trobada a les aus, però amb el potencial d'infectar a diferents espècies de mamífers com l'ésser humà, el porc o el gat domèstic. Fou identificada per primer cop a Itàlia a començaments del 1900 i des de llavors s'ha manifestat a diferents llocs d'arreu del món. Els virus causants són del gènere Influenzavirus A de la família Orthomyxoviridae, que són virus d'ARN segmentats de cadena negativa.
Una soca de grip aviària del tipus H5N1, que aparegué el 1997, ha estat identificada com a la font més probable d'una futura pandèmia de grip humana.

## Descripció
La grip aviària és una malaltia infecciosa causada per un virus de la grip que normalment afecta aus i, menys habitualment, porcs. Són virus que no acostumen a passar d'una espècie animal a una altra, però que, en rares ocasions, poden creuar la barrera entre espècies i infectar els humans. En aus de granja, la infecció per aquests virus pot causar dues manifestacions clíniques de la malaltia: una forma de baixa patogenicitat, que causa només símptomes lleus, i una forma d'alta patogenicitat, que es contagia ràpidament, provoca brots extensos, afecta òrgans interns i té una mortalitat que pot arribar al 100% en només 48 hores.
La grip aviària no és una malaltia nova entre les aus. De fet, se'n té constància a Itàlia des de fa més de cent anys. No obstant això, no ha estat fins a l'any 1997 que s'ha tornat a activar l'alarma internacional en estendre's per diferents països del món, ja que el reservori natural del virus són les aus migratòries (ànecs salvatges), més resistents a la infecció. Els brots de principis del segle XXI van començar al sud-est asiàtic a mitjan 2003 i han afectat aus de granja i persones que hi estaven molt estretament relacionades.

## Transmissió
Perquè la grip aviària causada pel virus A(H5N1) es transmeti a una persona cal un contacte directe amb les aus infectades o amb les superfícies o objectes contaminats amb els seus excrements.
Per aquest motiu, la majoria de casos han aparegut en zones rurals o periurbanes, en famílies que tenien corral i convivien estretament amb aquestes aus.
Es considera que l'exposició és d'alt risc durant la matança d'aquestes aus i la preparació per a la venda i la cocció. No hi ha evidència que els pollastres ben cuinats i els ous puguin ser font d'infecció. Cal assenyalar que la transmissió de la grip aviària als humans no és fàcil. Hem de tenir en compte que s'han produït pocs casos des del desembre de 2003 comparat amb l'immens nombre d'aus afectades i les nombroses oportunitats d'exposició humana al virus, especialment a les zones on és habitual la massificació de corrals. Fins ara no es coneixen les causes per les quals unes persones s'infecten i les altres no, tot i estar exposades de manera similar.

## Símptomes
Els símptomes de la grip aviària en els humans són similars als de la grip tradicional:
- febre alta (39 °C - 40 °C)
- dolor muscular
- tos seca
- mal de cap i de coll
- malestar general
- secreció nasal
- nas tapat
- cansament
- diarrea

El període d'incubació de la malaltia és normalment d'entre tres i cinc dies.

## Diagnòstic
En el cas que una persona hagi estat exposada a la grip aviària i en presenti símptomes, el metge o la metgessa podria demanar la realització de diverses proves per poder tenir-ne un diagnòstic:
- Auscultació i radiografia de tòrax (la malaltia pot presentar-se com una pneumònia vírica);
- Anàlisi de sang;
- Cultiu de secrecions nasals i de faringe, i
- Exàmens per controlar la funció hepàtica.[1]

## Tractament
Existeixen dos fàrmacs (oseltamivir i zanamivir) que poden disminuir la gravetat i la duració de la malaltia. L'eficàcia depèn de la rapidesa en l'administració durant les 48 hores després de l'inici de la simptomatologia. En cas de pandèmia, Catalunya en disposa de la quantitat suficient per atendre el personal de risc (sanitaris, cossos de seguretat...), les persones exposades al primer focus d'infecció i l'entorn dels possibles afectats, per a controlar-ne al màxim l'expansió i tenir temps per a la producció de vacunes. També es portarien a terme mesures com l'aïllament de les persones infectades.

## Vacunació
Actualment existeix una vacuna per a les aus, ja que es coneix el subtipus de virus que causa els brots en pollastres, però no hi ha vacuna per a humans. Tot i això, l'Organització Mundial de la Salut està duent a terme diferents investigacions en aquesta línia que serviran perquè un cop comenci la pandèmia la vacuna sigui una realitat en 4–6 mesos.